# Luigi Serra (storico)

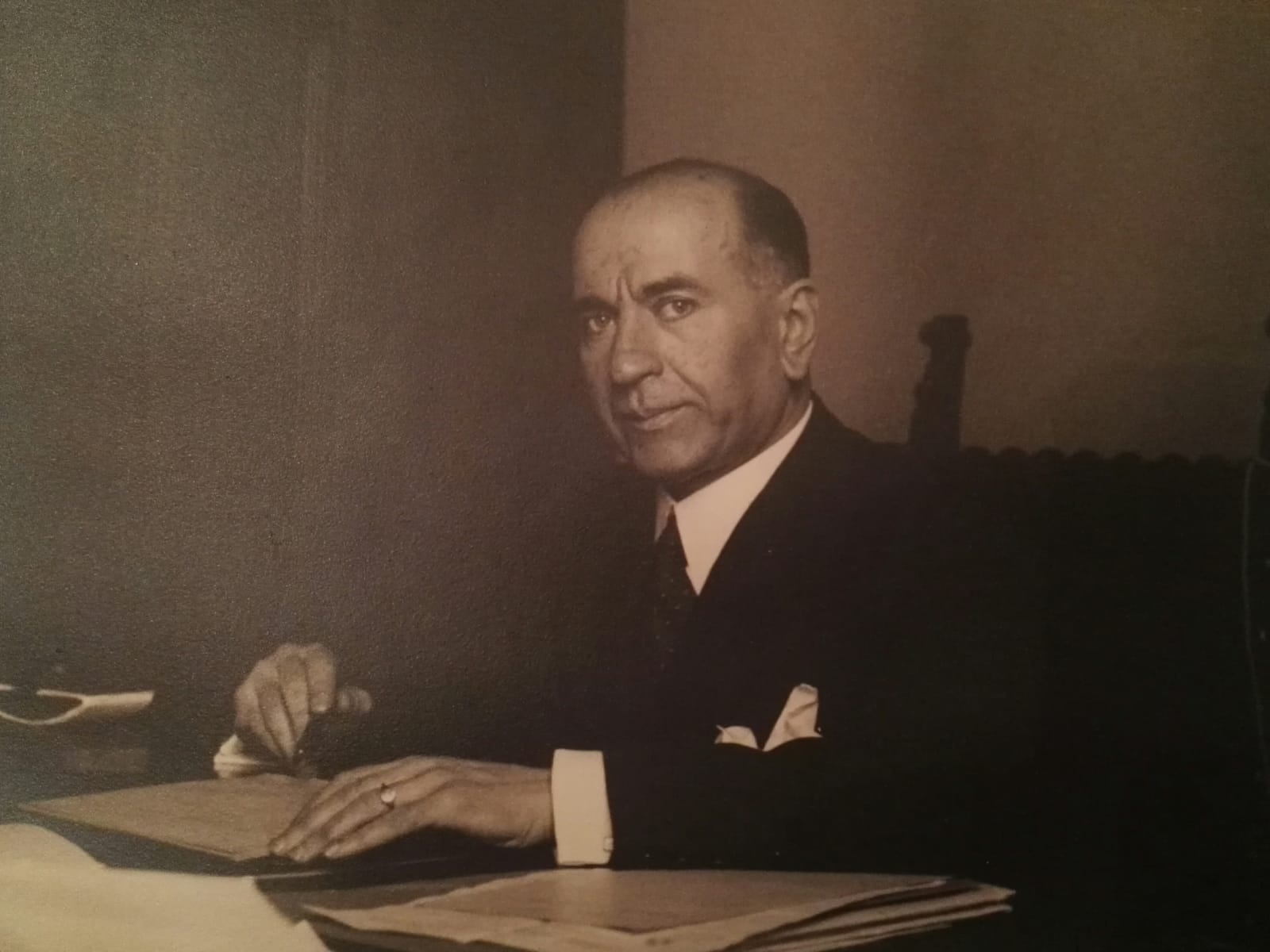
Luigi Serra nel suo ufficio in Soprintendenza, Roma (1938)

Luigi Serra (Napoli, 23 settembre 1881 – Roma, 10 febbraio 1940) è stato uno storico dell'arte, critico d'arte e museologo italiano.

## Biografia
Nasce da Luigi, ufficiale della Regia Marina e da Teresa Strina.
Conseguita la laurea nel 1901, frequenta a Roma il corso di perfezionamento in Storia dell'Arte con Adolfo Venturi, che conclude nel 1904 con una tesi dal titolo I Movimenti pittorici del Quattrocento a Napoli. Già l’anno successivo pubblica i risultati di questo studio con un primo articolo sulla rivista “L’Arte”, fondata da Adolfo Venturi, il cui insegnamento formerà a partire da quegli anni, una generazione di brillanti storici, critici d’arte, funzionari e direttori dei Beni Culturali, come Bernard Berenson, Pietro Toesca, Federico Hermanin, Roberto Longhi, Mario Salmi.
Nel 1909 vince come Ispettore, il primo Concorso dell'Amministrazione delle Belle Arti, dopo il nuovo assetto legislativo che riordina la tutela dei Beni Artistici Italiani attraverso le Soprintendenze territoriali.
Nel 1910 viene inviato a Urbino, per un primo incarico, dove pronuncia il discorso per l'annuale commemorazione celebrativa di Raffaello.
Nello stesso anno consegue all'Università di Napoli la libera docenza in Storia dell'Arte medievale e moderna (che poi trasferisce nel 1914 a Padova).
Nel 1911-12 è Ispettore all'Aquila dove, nell'inverno del 1911, guida il suo “maestro” Adolfo Venturi e Mario Salmi in visita ai monumenti della città e ai restauri in corso. Alla città dell’Aquila dedicherà il contributo dei suoi studi con un'opera, Aquila monumentale, pubblicata a cura degli Amici dell'Arte (società da lui fondata nel 1912).
Tra il 1913 e il '14 è incaricato a Venezia, dove pone mano al riordino delle Gallerie dell'Accademia e ne pubblica il catalogo, Catalogo delle RR Gallerie di Venezia. Più tardi pubblicherà anche la guida del Palazzo Ducale (stampata nel 1933 e tradotta in molte lingue, che verrà pubblicata sino al 1958).
Nel 1915 è nominato direttore della Galleria Nazionale delle Marche di Urbino, tre anni dopo l'istituzione della Regia Galleria, avvenuta nel 1912 (inizialmente sotto la direzione del giovane Lionello Venturi). Nel giro di pochi anni la piccola collezione museale, associata alla scuola d'arte, distribuita in sole 8 sale del Palazzo di Federico da Montefeltro, viene trasformata dal Serra in un grande Museo, che nel 1922 annovera 22 sale e nel 1930 giunge a ben 38 sale di esposizione, documentata dalla pubblicazione, nello stesso anno, del catalogo Il Palazzo Ducale e la Galleria Nazionale di Urbino per la collana "Le Guide dei Musei Italiani".
Nel 1917 è richiamato al fronte sul S. Michele nel 131º Reggimento Fanteria (ove si distingue come ufficiale - consegue tre medaglie e un encomio solenne -); successivamente viene trasferito sempre per servizio militare a Rimini, da dove può ottenere brevi licenze, per completare, in Urbino, il lavoro iniziato.
Negli anni 1917-1918 sul "Bollettino d'Arte" e nel 1922 su "Emporium" Luigi Serra documenta i restauri avvenuti nel Palazzo Ducale, iniziati nel biennio 1915-16 nel Cortile d'onore, in quello del Pasquino, nel Giardino Pensile, sulle facciate esterne e in diversi ambienti interni, per poi interessare il piano nobile da destinare alle sale d'esposizione, ancora occupato, in questi primi anni, dagli uffici pubblici che, come denota il Serra,  "vi erano tenacemente annidati" e che verranno tutti allontanati.  Il nuovo museo accresce contemporaneamente le sue raccolte, con successive acquisizioni che formano il suo nucleo più rappresentativo ancora al giorno d’oggi, con opere come la Flagellazione di Cristo di Piero della Francesca, la Crocifissione e la Pentecoste di Luca Signorelli (quadri pervenuti tra l'aprile e il novembre 1915), la Madonna di Senigallia, sempre di Piero (acquisita nel 1917), la serie degli arazzi di Raffaello (pervenuti dal Palazzo Reale di Milano nel 1923), La Muta di Raffaello, (proveniente dalle Gallerie degli Uffizi nel 1927) diventata "icona" (insieme alla Flagellazione) dello stesso Palazzo Ducale.
Il 6 aprile 1918 la Galleria Nazionale delle Marche è solennemente inaugurata.
Negli anni successivi, Serra cura il riordino di 20 Pinacoteche nella regione, pubblicando le guide delle stesse.
Nel 1921 viene nominato Sovrintendente per l'Arte Medievale e Moderna per le Marche e Zara.
Nello stesso anno, in Ancona promuove e inaugura la Prima Esposizione marchigiana d’arte moderna, stampandone due cataloghi. A partire dai suoi presupposti critici (mutuati dalla scuola positivista del Venturi) raccoglie, per l'occasione, tutte le più significative espressioni dell'arte, dall'architettura al mobilio, dalla pittura, alla ceramica, dalla lavorazione del cuoio alle vele delle paranze, superando accademiche e rigide gerarchie tra arti “maggiori” e “minori”.
Nel febbraio del 1922 Serra pubblica il primo numero della rivista mensile "Rassegna Marchigiana per le arti figurative, le bellezze naturali, la musica" che dirige fino al 1932 (e dal 1932 al dicembre del 1934 in condirezione con Silvestro Baglioni e Giulio Natali). La rivista raccoglie non solo articoli e recensioni di storia dell'arte per il pubblico colto, ma anche informazioni e comunicazioni di tutto quello che sotto il profilo artistico, musicale, paesaggistico, occorre promulgare.  Con passione e costanza si dedica allo studio, alla promozione e alla diffusione dell'arte antica e moderna della regione, sostenendo e dando spazio sulle pagine della rivista anche a molti artisti a lui contemporanei, come (per citarne alcuni) Luigi Bartolini, Bruno da Osimo, Francesco Carnevali, Rodolfo Ceccaroni, Dante Ricci, Napoleone Parisani.  Sulle pagine della “Rassegna Marchigiana” escono i primi cataloghi delle opere d'arte mobili, i primi elenchi dei beni paesaggistici da tutelare.

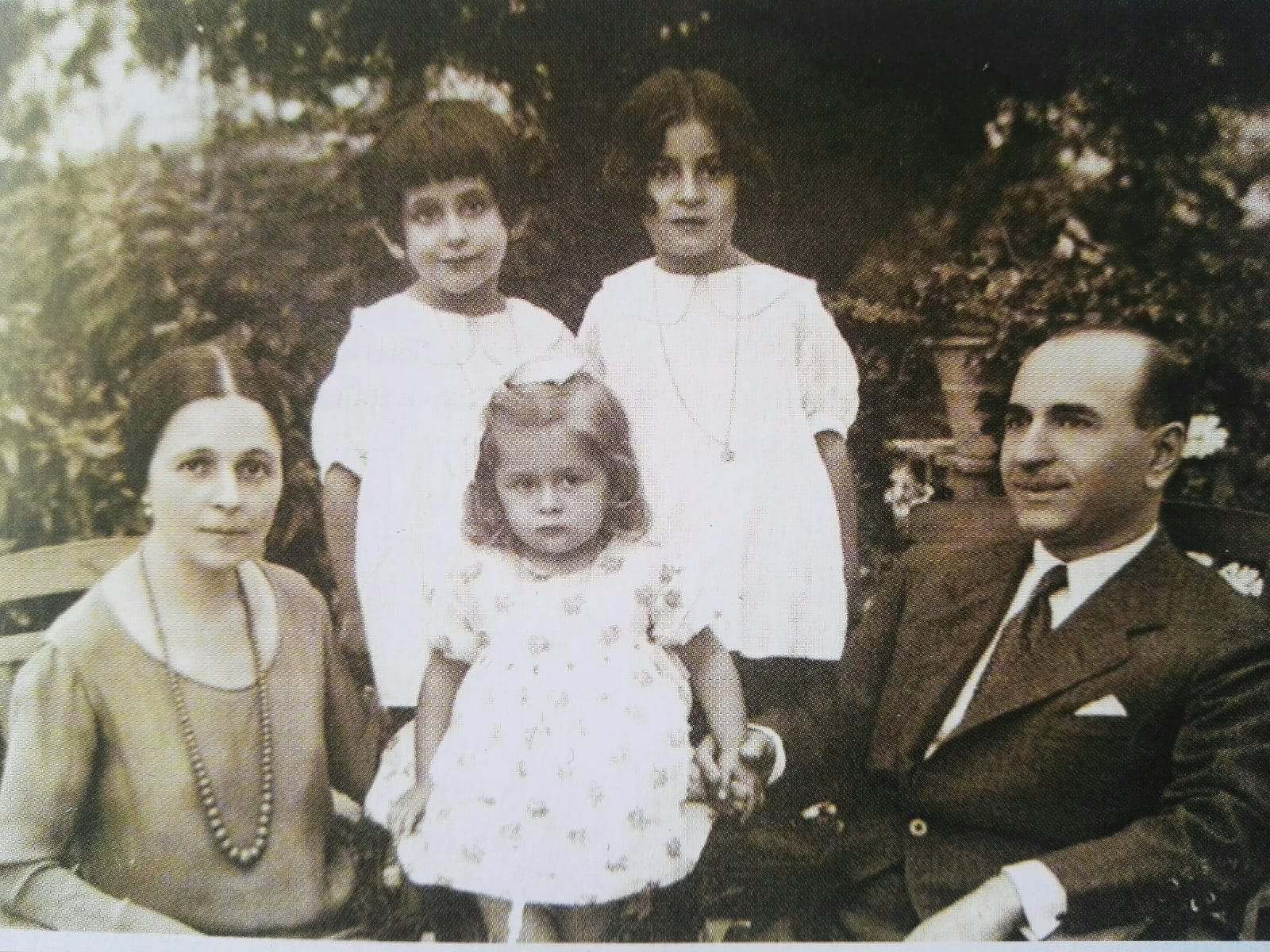
Luigi Serra e la sua famiglia a Villa Serena in Ancona (1931)

Nel 1923 sposa ad Ancona Laura Daretti, violinista, discendente di quei Daretti, Scipione e Lorenzo, che con le loro architetture e pitture avevano nel Settecento legato il loro nome alla città.
Nel 1924 promuove e recensisce la mostra della ceramica di Pesaro e nel maggio del 1925 la sezione dell'arte marchigiana alla Biennale Internazionale di Arti Decorative di Monza.
Nel 1929 esce il primo volume della sua opera riconosciuta più importante: L'Arte nelle Marche. Dalle origini cristiane alla fine del Gotico.
Dal 1930 al 1938 collabora assiduamente alla rivista “Rassegna dell’Istruzione artistica” con articoli e numerose recensioni.
Nel 1931 è incaricato a Roma della Direzione del Gabinetto fotografico e del Corpus dei Cataloghi e delle Guide: riorganizza il primo sul piano scientifico, arricchendolo di 30.000 fotografie e incrementa, nel secondo, il numero delle pubblicazioni, portando le guide da 30 volumi (editi nel corso dei trent'anni precedenti) a più di 70, (redatti in soli 4 anni).  In questi stessi anni assume la presidenza della Scuola Artistico-Industriale, riordinandone le collezioni (abbandonate nei magazzini) e collaborando efficacemente con il direttore, lo scultore e incisore Alberto Gerardi. (Serra, Il riordinamento del R. Museo Artistico Industriale di Roma, 1934).
Nel 1934 pubblica il secondo volume di L'Arte nelle Marche, Il periodo del Rinascimento; in essa prosegue l'analisi rigorosa e scientifica dei caratteri dell'arte marchigiana, indagandone le peculiarità e gli aspetti dovuti alle influenze fiorentine, veneziane, dalmate e umbre.
1937, Roma. Organizzazione e cura del catalogo della Mostra del Tessile, che espone l'antico tessuto d'arte italiano. Nella mostra appaiono analizzate e illustrate le meravigliose stoffe orientali: quelle di provenienza bizantina, gli splendidi tessuti di Palermo, di Catanzaro, di Lucca di epoca medievale e quelli del Quattrocento fiorentino, veneto, genovese, senese, impreziositi spesso dalla partecipazione di grandi artisti.
Nel 1938 viene nominato Sovrintendente alle Gallerie e alle Opere d'arte di Roma e del Lazio, incarico che lo vede attivo nella capitale e nei centri della Regione (Rieti, Viterbo, Tarquinia, Bagnoregio, Tolfa) per promuovere restauri, interventi urgenti di consolidamento, conservazione e valorizzazione. A Roma interviene anche sull’architettura minore, come nel restauro delle piccole edicole delle strade romane, tra cui il tabernacolo di via dei Coronari: si occupa inoltre, della conservazione dei paramenti di Santa Maria in Vallicella e degli arredi cinquecenteschi dell'Istituto di Santo Spirito.
Nel 1939 Luigi Serra tiene diversi cicli di conferenze per la Società Dante Alighieri, per il Lyceum, per la fondazione Maria Josè, conferenze che hanno luogo a Tunisi, Roma, ed Atene.
A Tunisi nel 1939, per la Dante Alighieri organizza tre conferenze: Il Sentimento della natura nelle arti figurative, Giotto e Luciano Laurana; a Roma una conferenza su Raffaello architetto.
Sempre nel 1939 e poi nel 1940 viene chiamato a dirigere la “Commissione per le Arti Decorative della Esposizione Universale di Roma -E42”.
Prepara due importanti pubblicazioni: una monografia su Raffaello (pubblicata postuma nel 1941 per i tipi della Utet di Torino) e il Theatrum Sanitatis, la riedizione di un codice della Biblioteca Casanatense, di cui, in collaborazione con il prof. Silvestro Baglioni per la parte botanica, analizza le preziose miniature, stabilendo i rapporti con due analoghi esemplari di Vienna e di Napoli.
Gli studi sugli affreschi di Masolino a S. Clemente, i grandi restauri degli affreschi di Pinturicchio a Santa Maria del Popolo e all'Aracoeli, di Giovan Battista Gaulli al Gesù rappresentano i suoi ultimi impegni.
Si spegne all'età di 58 anni a Roma il 10 febbraio del 1940.

## Opere
- Enry Becque, “Gazzetta Letteraria”, 27 maggio 1899
- Perseo e Andromeda, “Gazzetta Letteraria”, 7 aprile 1900
- Agostino Carracci, “L’Italia illustrata”, 19 gennaio 1902
- La Maddalena nelle Arti Figurative, “Natura ed Arte”,1 aprile 1904, pp. 579–592
- L’Arco d’Alfonso d’Aragona, “L’Arte”, a. VII, 1904, n.9-10, pp. 408–410.
- La Pinacoteca del Museo di Napoli, “L’Arte”, a. VII, 1904, n.9-10, pp. 410–412.
- La pittura napoletana del Rinascimento, “L’Arte”, a. VIII, 1905, n.5 pp. 340–354.
- L’insegnamento della Storia dell’arte nei licei, “Napoli nobilissima”, nov. 1905, pp. 7–9.
- Due scultori fiorentini del ‘400 a Napoli: Antonio Rossellino e Benedetto da Maiano, “L’Arte”, dic. 1905, pp. 181-185.
- Album per l’insegnamento della storia dell’arte nei licei, Roma, Danesi, 1906.
- Note sugli affreschi dell’ex convento dei SS. Severino e Sossio a Napoli, “L’Arte”, a. IX, 1906, pp.206-212.
- Storia dell’Arte Italiana, 3 voll. Milano, Vallardi, 1907 (I edizione)
- “Arte Italiana Decorativa e Industriale” 1907:
- I monumenti sepolcrali di Napoli nel ‘300, maggio, pp.42-44.
- I monumenti sepolcrali del Rinascimento a Napoli, luglio, pp. 50-60.
- I monumenti sepolcrali del periodo barocco nelle chiese di Napoli, parte prima, ottobre, p.84.
- Una mostra di Sartorio, “Fanfulla della domenica”, 1907, 22 dicembre.
- L’educazione artistica del Domenichino, “L’Arte”, a. X, 1907, pp. 346–358.
- “Emporium”1908:
- Nel centenario di Alessandro Vittoria, 1908, gennaio, pp.431-442
- La campagna romana nelle tempere e nei pastelli di G.A. Sartorio, 1908, aprile, pp.282-296
- I monumenti sepolcrali del periodo barocco nelle chiese di Napoli, fine, 1908, febbraio, pp. 16-18
- Alcune opere d’arte nelle Marche, 1908, dicembre, pp. 97-100.
- La Galleria Corsini in Roma, in “Natura ed Arte”, 1908, 13 giugno, pp. 3–12.
- Domenico Zampieri detto il Domenichino, Roma, E. Calzone, 1909
- Il Fregio di Giulio Aristide Sartorio per la nuova aula del Parlamento, “Emporium”, 1909, gennaio, pp. 71–76.
- Escursioni marchigiane, “Emporium”, luglio 1909, pp. 119–133
- Gli affreschi della Rotonda di S. Giovanni a Carbonara a Napoli, “Bollettino d’Arte” 1909, 4 aprile, pp. 131–136.
- La mostra di Belle Arti a Roma, “Natura ed Arte” 1909, 15 luglio, pp. 258–269
- Un quadro del Barocci, “Rassegna bibliografica dell’Arte Italiana”, 1909, ottobre-novembre, pp. 159–160
- Raffaello, discorso tenuto nel Palazzo Ducale di Urbino il 6 aprile 1910 per l’annuale commemorazione, Perugia, tip. Bartelli, 1910
- La Grande pittura decorativa di Giambattista Tiepolo, “Arte Italiana Decorativa e Industriale”, 1910, gennaio, pp. 3–7
- La Grande pittura decorativa di Giambattista Tiepolo, “Arte Italiana Decorativa e Industriale”, 1910, febbraio, pp. 18–20
- Urbino, con 64 tavole, Milano, ed. Bonomi, 1911
- Il Palazzo di Giustizia a Roma, “Natura ed Arte”, 1911, aprile, pp. 608–612
- Le maioliche abruzzesi, “Arte Italiana Decorativa e Industriale” I parte, 1911, novembre, pp. 90–92
- Le maioliche abruzzesi, “Arte Italiana Decorativa e Industriale” II parte, 1911, dicembre, pp. 97–100
- Merletti aquilani, “Emporium”,1911, luglio, p. 75
- Le origini dell’architettura barocca, “Rassegna contemporanea”1911, a. XIV, n.5, pp.339-358
- Aquila Monumentale, Aquila, 1912, Unione Arti grafiche (trascrizione integrale online)
- Venezia, Le Gallerie della Regia Accademia, Milano, Alfieri e Lacroix 1912
- Il campanile e la loggetta di San Marco ricostruiti, “Emporium” 1912, maggio, pp. 392–400
- Il campanile risorto, “Emporium”, 1912, aprile-maggio, pp. 62–69
- Storia dell’Arte Italiana, 3 voll. Milano, 1913, II edizione
- Vita di Lorenzo Lotto, Introduzione, note e bibliografia di L.Serra, Firenze, Bemporad,1913
- Serie: Le vite dei più eccellenti pittori, scultori e architettori scritte da Giorgio Vasari, diretta da P.L. Occhini, ed. Cozzani, vol.XIII, vita 119
- Giulio Aristide Sartorio pittore animalista, Introduzione di L. Serra, Torino, Celanza, 1914
- Mostra di rifiutati a Venezia, in “Emporium”, 1914, luglio, pp. 153–156
- Venezia: Regie Gallerie, in “Pagine d’arte”, 1914, 15 gennaio, p. 8
- Venezia: Incremento de Museo Correr, in “Pagine d’arte”, 1914, 28 febbraio, p. 52
- Venezia: Palazzo Ducale, in “Pagine d’arte”, 1914, 31 marzo, p. 79
- Mostra di Rifiutati a Venezia, in “Pagine d’arte”, 1914, luglio, pp. 153–156
- L’incremento della Galleria Nazionale delle Marche nel biennio 1915-16, in “Bollettino d’arte” 1917, gennaio-febbraio, pp. 17–23.
- Galleria Nazionale delle Marche. Nuova sistemazione, “Bollettino d’arte”, 1918, maggio-agosto, pp. 26–29
- Catalogo del Museo della Santa Casa di Loreto, Loreto, tip.Bracondi, 1919
- Il Palazzo Ducale di Urbino e la Galleria Nazionale della Marche, Milano, Alfieri e Lacroix 1919
- Il Riordinamento della Galleria Civica di Ascoli Piceno, in “Bollettino d’Arte”, 1919, gennaio-aprile, pp. 3–16
- Catalogo della Pinacoteca Civica di Ancona, Fano, tip. Sonciniana 1920
- Guida di Urbino, Milano, Alfieri e Lacroix 1920
- Riordinamento del Museo della Santa Casa di Loreto, in “Bollettino d’Arte”, maggio-agosto 1920, pp. 23–28
- Raffaello e la pittura barocca, in “Picenum”, 1920, marzo, pp. 70–72
- Composizione e senso del ritmo nella pittura di Raffaello, Conferenza tenuta al Circolo Marchigiano di Roma nel IV centenario della morte, 1920
- Alessandro Vittoria, Roma, Alfieri e Lacroix 1921
- Itinerario Artistico delle Marche, Roma, Alfieri e Lacroix 1921
- Storia dell’Arte Italiana, 3 voll. Milano, Vallardi 1921
- Un soffitto di Federico Brandani nella Galleria di Urbino, 1921, gennaio pp. 16–20
- Una mostra d’arte marchigiana, in “Bollettino d’Arte”, 1921, ottobre, pp. 242–247
- Raffaello, Roma, Alfieri e Lacroix, 1922
- Omaggio d’Arte a Dante, in “Il Tempo” 1922, gennaio
- Il Palazzo ducale e la Galleria nazionale di Urbino, 1922, marzo, pp. 163–177
- Arte Marchigiana moderna. Le maioliche di Ferruccio Mengaroni, 1922, ottobre, pp. 20–39
- Pesaro, Guida Illustrata, Pesaro, G. Federici 1923, (I edizione)
- Chiese romaniche delle Marche: S. Vittore di Chiusi, in “Rassegna Marchigiana”, 1923, gennaio, pp. 122–136
- Arazzi di Raffaello nel Palazzo Ducale di Urbino, in “Rassegna Marchigiana”, 1923, marzo, pp. 224–230
- La sede della Banca d’Italia in Ancona, in “Rassegna Marchigiana”, 1923, giugno, pp. 360–364
- Bellezze naturali delle Marche, in “Rassegna Marchigiana”, 1923, agosto, pp. 339–441
- Catalogo della Pinacoteca civica di Sanseverino, in “Rassegna Marchigiana” 1923, settembre, pp. 459–469
- Lineamenti dell’arte italiana, Milano, Vallardi 1924
- Pesaro, Guida Illustrata, Pesaro, G. Federici 1924 (II edizione)
- Storia dell’Arte Italiana, 3 voll., Milano, Vallardi 1924 (IV edizione)
- Adolfo de Carolis in “La Fiamma”, 1924, 12 gennaio
- Chiese romaniche delle Marche. La Chiesa de “Le Moje”, Badia di S. Urbano, S. Marco di Ponzano, in “Rassegna Marchigiana”, 1924, gennaio, pp. 149–163
- Elenco degli oggetti d’Arte mobili della provincia di Ancona, in “Rassegna Marchigiana”, 1924, aprile, pp. 301–312
- Catalogo della Pinacoteca Civica di Jesi, “Rassegna Marchigiana”, 1924, settembre, pp. 502–510
- Le Gallerie Comunali delle Marche, Roma, Società editrice d’arte illustrata, 1925
- Il Palazzo ducale di Urbino. Diciannove tavole, Roma. Società d’arte illustrata 1925.
- Elenco degli edifici monumentali della provincia di Pesaro-Urbino, “Rassegna Marchigiana”, 1925, marzo pp. 230–242.
- Un nuovo dipinto di Antonio da Fabriano, in “Rassegna Marchigiana” 1925, giugno, pp. 338–340
- Chiese romaniche delle Marche: S. Maria della Piazza di Ancona, “Rassegna Marchigiana”, 1925 novembre, pp. 54–67.
- Il Domenichino, Firenze, Tip. Poligrafica, 1926.
- Storia dell’Arte Italiana, 3 voll., Milano Vallardi, (V edizione)
- Intorno a Federico Brandani, in “Rassegna Marchigiana”, 1926, aprile, pp. 134–142.
- Elenco degli edifici, degli affreschi, delle grandi sculture, dei ruderi monumentali delle Marche. Provincia di Pesaro-Urbino, in “Rassegna Marchigiana”, 1926, febbraio, pp. 209–221.
- Riflessi bizantini nell’architettura romanica delle Marche, in “Rassegna Marchigiana”, marzo 1926, pp. 291–304.
- Bruno da Osimo, Laudes Creaturarum, in “Rassegna Marchigiana”, 1926, gennaio p. 152
- Le aquile feltresche nel Palazzo Ducale di Urbino. Interpretazioni xilografiche di Bruno da Osimo, Ancona, Tip. Trifogli, 1927
- Mostra delle opere di Aleardo Terzi, Ettore di Giorgio, Francesco Carnevali e Bruno da Osimo, Catalogo, Ancona 1927
- Un’opera di Raffaello nella Galleria Nazionale di Urbino, in “Rassegna Marchigiana”, 1927, aprile, pp. 322–324.
- Riflessi romani nell’arte delle Marche, in I Congresso nazionale di studi romani. Relazioni e Comunicazioni, Roma Tip. Palatino, 1927
- Catalogo della Mostra di Luigi Bartolini nella Casa d’arte Puccini in Ancona. Prefazione di Luigi Serra, 1927
- Catalogo generale della seconda Quadriennale nazionale delle ceramica di Pesaro, a cura di L. Serra, Pesaro, G. Federici, 1927
- Mostra Bartolini, in “Rassegna Marchigiana”, 1928, maggio, p. 309
- Arti minori nelle Marche, in “Emporium” 1928, Aprile, pp. 221–237
- Aquila, Bergamo, Istituto italiano d’arti grafiche, serie: Italia artistica n.99, 1929
- L’Arte nelle Marche, vol. I, Dalle origini cristiane alla fine del Gotico, Pesaro, G. Federici, 1929
- Storia dell’Arte Italiana, 3 voll., Milano Vallardi, (VI edizione) 1929
- Architettura militare nelle Marche, in “Atti del I Congresso nazionale di studi romani”, Roma, Istituto di studi romani, 1929
- Voci in Enciclopedia italiana di scienze, lettere ed arti, Roma, Istituto della Enciclopedia Italiana, 1929
- Alessi Andrea, vol.II,  pp. 355–356
- Ancona (Arte), vol.III, pp. 151–155
- Ariscola Silvestro, vol.IV, pp. 323–324
- Ascoli Piceno (Arte), pp. 812–813
- G.Ballardini, Mastro Ferruccio Mengaroni maiolicaro di Pesaro, Prefazione di L. Serra, Faenza, F. Lega, serie: Collana di studi arte ceramica, 1929
- Esposizioni: Adolfo de Carolis, Dante Ricci, Pio Pullini, in “Rassegna Marchigiana”, aprile-maggio-giugno 1929
- Le Fabbriche di Luigi Vanvitelli in Ancona, in “Dedalo”, 1929, luglio, pp. 98–110
- Restauri e scoperte in Santa Maria della Piazza di Ancona, in “Bollettino d’Arte”, settembre 1929, pp. 97–121.
- Il Palazzo Ducale e la Galleria nazionale di Urbino, Roma, Libreria dello Stato, Serie Elenchi degli edifici monumentali, n.39, 1930
- Raffaello, Roma, Istituto Nazionale L.U.C.E., serie: L’arte per tutti, n.11, 1930
- Andrea Sansovino in Atti e Memorie della R. Accademia Petrarca di Arezzo, vol. IX, II semestre 1930, Firenze, Tipografia classica, pp. 197–214
- Voci in Enciclopedia Italiana di scienze lettere ed arti, Roma, Istituto dell’Enciclopedia italiana, 1930
- Barocco (Architettura), vol. VI, pp. 210–212
- Baronzio Giovanni, ibid., pp. 227–228
- Brandani Federico, vol. VII, p. 690
- Cagli (Monumenti), vol. VIII, p. 267
- Calcagni Antonio, ibidem. p. 32
- Caldarola, stesso vol., p. 382
- Girolamo di Giovanni da Camerino, in “Rassegna Marchigiana”, 1930, maggio-giugno-luglio, pp. 246–268
- Un marmo di Pietro Tenerani, in “Rassegna Marchigiana”, 1930, maggio-giugno-luglio, pp. 305–307
- Gli stucchi di Federico Brandani nel Castello dei Brancaleoni a Piobbico, in “Rassegna Marchigiana”, 1930, ottobre - novembre, pp. 15–32
- Lavori di restauro e di ripristino a monumenti di Zara, in “Bollettino d’Arte”, 1930, giugno, pp. 529–538
- L’arte del cuoio: l’opera di Maria Marino in “Emporium”, 1930, settembre, pp. 179–184
- Intorno a una serie di arazzi fiamminghi, in Mélanges Hulin de Loo, 1931, Bruxelles-Paris, Librairie nationale d’art e d’histoire, pp. 306–308
- Voci in Enciclopedia italiana di scienze, lettere ed arti, Roma, Istituto dell’Enciclopedia Italiana, 1931
- Carnevale Frà, vol. IX, p. 99
- Chiaravalle (Arte), ibid. p. 993
- Cingoli (Arte), vol. X, p. 369
- Crivelli Carlo, vol. XI, pp. 988–989
- Crivelli Vittore, ibid., pp. 988–989
- Partecipazione italiana alla Mostra d’arte bizantina di Parigi 1931, Catalogo a cura d Luigi Serra, Roma, Libreria dello Stato
- Le prospettive di Scipione Daretti, in “Rassegna Marchigiana” 1931, gennaio-febbraio, pp. 81–98
- Urbino, Firenze, Alinari 1932
- Urbino, Roma, Libreria dello Stato, serie: Cataloghi delle cose d’arte e di antichità d’Italia, 1932
- Voci in Enciclopedia italiana di scienze, lettere ed arti, 1932:
- Domenichino, vol. XII, pp. 114–115
- Fano (Arte), vol. XIV, pp. 787–788
- Fonte Avellana, ibid., p. 651
- Fossombrone (Arte), ibid., pp. 775–776
- Napoleone Parisani in “Rassegna Marchigiana”, giugno-luglio-agosto, 1932, pp. 217–218
- Note sulla Chiesa di S. Bernardino a Urbino, in “Rassegna Marchigiana”, settembre-ottobre, 1932, pp. 247–257
- Il Palazzo Ducale di Venezia, Roma, Libreria dello Stato, serie: Itinerari dei musei e monumenti d’Italia, 1933
- Le Rocche di Mondavio e di Cagli e le altre fortezze di Francesco di Giorgio Martini nella Marca, in “Miscellanea di storia dell’arte in onore di Igino Benvenuto Supino, Firenze, Olschki, 1933, pp. 435-455
- Voci in Enciclopedia Italiana di scienze, lettere ed arti, 1933:
- Gradara, vol. XVII, pp.617-618
- Jesi (Arte), vol. XVIII, pp. 805-806
- Voci in U. Thieme, F. Becker, Allgemeines Lexikon der bildenden Kunstler, 1933
- Pietro da Rimini, vol.XXVII, p.27
- Podesti Francesco, ibid., p.173
- Ramazzani Ercole, ibid, pp. 585-586
- La mostra della pittura ferrarese del Rinascimento, in “Bollettino d’Arte”, giugno, 1933, pp. 576–584
- Le origini artistiche di Gentile da Fabriano, in “Rassegna Marchigiana”, marzo-aprile, 1933, pp. 59–65
- Mostra Biagetti a Roma, in “Rassegna Marchigiana”, giugno, 1933, pp. 232–240
- Sopravvivenze gotiche nell’architettura del ‘400. La Basilica di Loreto, in “Rassegna Marchigiana”, novembre, 1933, pp.405-424
- Architettura militare del Rinascimento nelle Marche, in “Rassegna Marchigiana”, dicembre, 1933, pp. 437-455
- L’arte nelle Marche, vol. II, Il periodo del Rinascimento, Roma, Arti grafiche Evaristo Armani, 1934
- Bruno da Osimo xilografo, Fabriano, Arti Grafiche Gentile 1934
- P. Marconi, L. Serra, Il Museo nazionale delle Marche in Ancona, Roma, Libreria dello Stato, serie: Itinerari dei musei e monumenti d’Italia
- Voci in Enciclopedia italiana di scienze, lettere ed arti, 1934:
- Macerata (Monumenti), vol. XXI, pp. 773-774
- Marche (Arte), vol. XXII, pp. 233-237
- Matelica (Arte), ibid., p.564
- L’architettura militare del Rinascimento, in “Rassegna Marchigiana”, gennaio-febbraio, 1934, pp. 1-23
- L’architettura del Rinascimento nelle Marche. Edilizia minore, in “Rassegna Marchigiana”, marzo, 1934, pp.55-82
- La tarsia e l’intaglio in legno, in “Rassegna Marchigiana”, maggio, 1934, pp. 129-166
- Giovanni Santi, in “Rassegna Marchigiana”, luglio-settembre, 1934, pp. 258-274
- Il riordinamento del R. Museo artistico industriale di Roma, in “Bollettino d’arte”, giugno, 1934, pp. 573-583
- Le arti decorative nella Mostra dell’antica arte italiana a Parigi, in “Rassegna dell’istruzione artistica”, aprile-maggio-giugno, 1935, pp.153-160
- La Mostra di Tiziano a Venezia, in “Bollettino d’arte”, giugno 1935, pp. 549-563
- La Mostra dell’antica arte italiana a Parigi. La pittura, in “Bollettino d’arte”, luglio 1935, pp. 30-45
- La Mostra dell’antica arte italiana a Parigi. La scultura e le arti industriali, in “Bollettino d’arte”, agosto 1935, pp. 89-104
- Scavi, gallerie, monumenti, in “Nuova Antologia”, 1 agosto 1935, pp. 457-462
- La Chiesa di S. Costanzo a Capri, in V Congresso internazionale di studi bizantini. Sunti delle comunicazioni per ordine alfabetico degli autori, Roma, Tip. Del Senato 1936
- Voci in Enciclopedia italiana di scienze, lettere ed arti, 1936
- Santi Giovanni, vol. XXX, pp. 782-783
- Il Sassoferrato, ibid. p. 892
- Solaro Antonio, vol. XXXII, p. 44
- La corona di Alberto Gerardi per la Roccia dell’agonia, in “Rassegna della istruzione artistica” marzo-aprile, 1936, pp.65-69
- La mostra dell’antica oreficeria italiana alla Triennale di Milano, in “Bollettino d’arte”, agosto 1936, pp. 76-96
- Le Musée de l’art industrielle de Rome, vol. XXXIII-XXXIV, in “Mouseion” n.1-2, pp. 113-123
- Recensioni in “Rassegna della istruzione artistica”, 1936:
- Adolfo Venturi: Storia dell’arte italiana, vol. X, parte II, La scultura del Cinquecento, gennaio-febbraio, pp. 50-51
- Bruno Molajoli: Guida artistica di Fabriano (con un sommario storico del prof. Romualdo Sassi) gennaio-febbraio, p.52
- Noemi Gabrielli: L’arte a Casale Monferrato dal XI al XVIII secolo, marzo-aprile, p.103
- Bernard Berenson: I pittori del Rinascimento e Pitture italiane del Rinascimento, settembre-ottobre, p.334
- Emilio Lavagnino: Storia dell’arte medievale italiana, settembre-ottobre, p.335
- Agnol Domenico Pica: Nuova architettura italiana, novembre-dicembre, p. 407
- Giuseppe Pagano, Guarniero Danielli: Architettura rurale italiana, novembre-dicembre, p.40
- L’antico tessuto d’arte italiano nella Mostra del tessile nazionale, Roma, Libreria dello Stato, 1937
- Voci in Enciclopedia italiana di scienze, lettere ed arti, 1937
- Urbino, vol. XXXIV, p.491
- Viti Timoteo, vol. XXXV, p.491
- Zuccari Ottaviano, Taddeo e Federico, ibid., p.1032
- G. Bonarelli Modena, Scritti d’arte. Prefazione di L. Serra, Urbino, Regio Istituto d’arte del libro, 1937
- Recensioni in “Rassegna della istruzione artistica”, 1937:
- Carlo Cecchelli: La cattedra di Massimiano ed altri lavori romano-orientali, gennaio-febbraio, p.56
- Emilio Cecchi: Giotto, marzo-aprile, p.140
- Eva Tea: La Basilica di S. Maria Antiqua, maggio-giugno, p.205
- Bruno da Osimo: Stabat Mater, novembre-dicembre, p.458
- Lo Stabat Mater di Bruno da Osimo, Urbino, Tip. Del R. Istituto d’arte del libro, 1938
- Luciano Laurana in Atti della Società italiana per il progresso delle scienze, Roma, Scuola tipografica Pio X, 1938, pp. 1-5
- La Mostra della pittura napoletana dal Seicento all’Ottocento, in “Emporium”, maggio 1938, pp. 522-528
- La Mostra del Gotico e del Rinascimento piemontese a Torino, in “Emporium”, settembre 1938, pp. 115-148
- Recensioni in “Rassegna della istruzione artistica”, 1938:
- Pirro Marconi: Verona romana, gennaio-febbraio, pp. 44-45
- Gaetano Ballardini: La maiolica italiana dalle origini alla fine del Cinquecento, maggio-giugno, p.263
- L. Parpagliolo: Roma, maggio-giugno, p.264
- Roberto Pane: Architettura rurale campana, maggio-giugno, p.264
- Francesco Fichera: Luigi Vanvitelli, marzo, pp. 425-428, in “Bollettino d’arte”, marzo 1938
- Adolfo Venturi: Storia dell’arte italiana, vol. XI, parte VII, Architettura del Cinquecento, in “Bollettino d’arte”, aprile 1938, pp. 476-480
- A. Petrucci, L’incisione a fumo (maniera nera). XXXIV Esposizione del Gabinetto nazionale delle stampe. Prefazione di L. Serra, Roma, Fratelli Palombi, 1939
- Luciano Laurana. Conferenza tenuta per la Dante Alighieri a Tunisi nel mese di marzo 1939
- Giotto. Conferenza tenuta per la Dante Alighieri a Tunisi il 22 marzo 1939
- Il sentimento della natura nelle arti figurative. Conferenza tenuta per la Dante Alighieri a Tunisi il 23 marzo 1939
- Raffaello architetto. Conferenza tenuta a Roma il 29 aprile 1939
- L’arte nel Theatrum sanitatis, codice 4182 della R. Biblioteca casanatense. Il costume, l’opera dei miniatori, affinità e differenze dai Tacuinum sanitatis di Parigi e di Vienna, fonti, lo stile, l’età cui appartiene, Roma, Libreria dello Stato, 1940
- Raffaello Sanzio, Torino, U.T.E.T., 1941

## Riconoscimenti e onorificenze
- 1910: “Socio corrispondente” della Regia Accademia Raffaello di Urbino.
- 1913: “Cavaliere ufficiale della Corona di Romania” (nominato dal re Carol I).
- 1918: “Cavaliere dell’Ordine della Corona d’Italia del re Vittorio Emanuele III.
- 1922: “Commendatore dell’Ordine della Corona d’Italia”.
- 1923: “Socio ordinario della Regia Deputazione di Storia Patria per le Marche”.
- 1923: “Ufficiale dell’Ordine della Corona d’Italia”.
- 1925: “Cavaliere dell’Ordine dei SS. Maurizio e Lazzaro”.
- 1932: “Commendatore dell’Ordine della Corona” (nominato dal re Alberto I del Belgio).
- 1933: “Accademico virtuoso d’onore” della Pontificia Accademia dei Virtuosi del Pantheon.
- 1938: “Ufficiale dell’Ordine dei SS. Maurizio e Lazzaro”